# Matt Rodda
Matthew Richard Allen Rodda (né le 15 décembre 1966) est un ancien journaliste et fonctionnaire britannique et un homme politique du Parti travailliste. Il est député depuis 2017 pour Reading Est. Il est sous-secrétaire d’État à l'Irlande du Nord dans le gouvernement Starmer depuis juillet 2024.

## Jeunesse et carrière
Rodda grandit à Wallingford dans le sud de l'Oxfordshire. Il fréquente l'Université du Sussex dans les années 1980 et suit une formation de journaliste chez Thomson.
Après avoir obtenu son diplôme, il travaille pour le Coventry Telegraph et est également journaliste pour le journal The Independent, spécialisé dans l'éducation. Plus tard, il est devenu fonctionnaire au Département de l'éducation et travaille dans le secteur caritatif.
En octobre 1999, il a survécu à l'accident ferroviaire de Ladbroke Grove, qui l'a beaucoup marqué.

## Carrière politique
Rodda est élu conseiller du conseil d'arrondissement du quartier Katesgrove de Reading en 2011. Il s'est présenté sans succès aux élections dans la circonscription parlementaire d'East Surrey aux élections générales de 2010 et dans la circonscription parlementaire de Reading East aux élections générales de 2015,,.
Il est élu pour la circonscription de Reading East le 8 juin 2017 lors des Élections générales britanniques de 2017. Il obtient 27 093 voix, battant le député sortant, Rob Wilson du Parti conservateur, à une majorité de 3 749 voix.
Le 12 janvier 2018, Rodda est promu à un poste de premier plan dans un mini-remaniement du Cabinet fantôme, devenant ministre fantôme pour le transport local,,,.
Lors des élections générales du 12 décembre 2019, Rodda est réélu député de Reading East avec une majorité accrue de 5 924 voix. Il soutient Emily Thornberry aux élections à la direction du parti travailliste de 2020.
Dans le premier cabinet fantôme de Keir Starmer, il est nommé ministre fantôme des transports locaux.